# Synagoge am Lappenberg

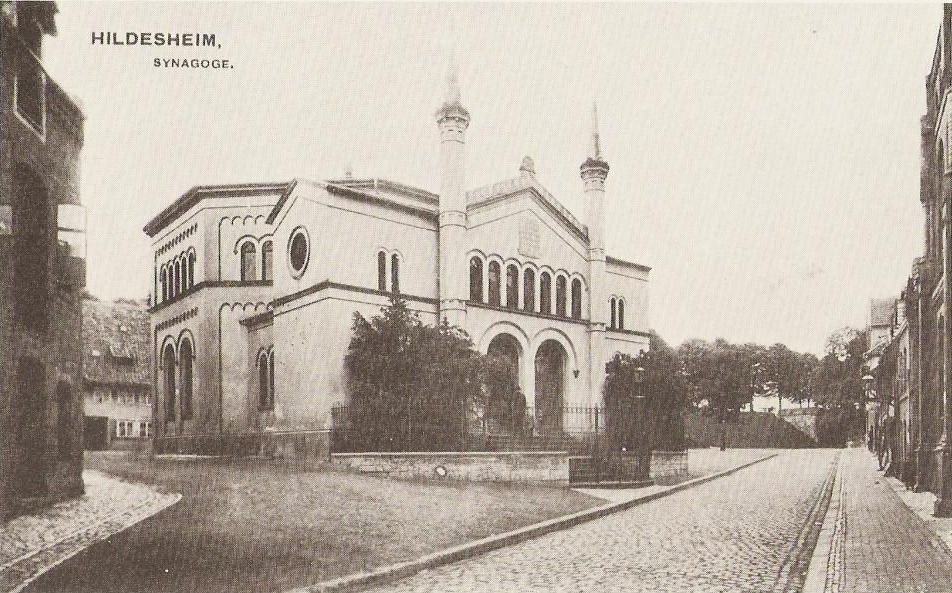
Die Synagoge am Lappenberg auf einer Ansichtskarte (vor 1910)

Die Synagoge am Lappenberg war von ihrer Erbauung 1848/49 bis zu ihrer Zerstörung während der Novemberpogrome 1938 die Synagoge der jüdischen Gemeinde zu Hildesheim.

## Vorgeschichte und Erbauung
Weil ihr die Errichtung einer Synagoge nicht gestattet wurde, nutzte die Gemeinde mehr als zweihundert Jahre ein Hinterhaus am Lappenberg für Gottesdienstzwecke. Dieses hinter dem erhaltenen jüdischen Schulhaus liegende Gebäude sollte bereits 1839 wegen Einsturzgefahr baupolizeilich geschlossen werden, nachdem es bereits seit Anfang des Jahrhunderts baufällig gewesen war. Weil es keinerlei Alternative gab, wurde es aber bis in die 1840er Jahre hinein weiter genutzt, erst dann durfte die Kapelle des evangelisch-lutherischen Waisenhauses benutzt werden.
1832 beantragte die Gemeinde durch ihren Vorsteher, den Geldwechsler Freudenthal, erneut eine Baugenehmigung für eine Synagoge und bat darum, ihr einen Teil des der Stadt gehörenden Lappenbergs zu überlassen. Der Magistrat beschloss daraufhin im Januar 1833, der jüdischen Gemeinde 15 Quadratruten (circa 300 m²) am Lappenberg in Erbpacht gegen geringen Zins zu überlassen. Da der Magistrat aber erst Grundrisspläne und Kostenvoranschläge vorliegen haben wollte, bevor er die von der Gemeinde beantragte öffentliche Spendensammlung genehmigte, die Gemeinde sich aber lange auf keinen Entwurf einigen konnte, zog sich das Verfahren über 15 Jahre lang hin. 1840 erlaubte der Magistrat zwar vorab die Sammlung, durchgeführt werden durfte diese aber erst dann, wenn die verlangten Unterlagen eingereicht waren. 1841 wurde von der Gemeinde der Entwurf eines Hildesheimer Architekten verworfen, 1843 der eines hannoverschen Bauinspektors und ein weiterer, auf Wunsch des Magistrats erstellter, welcher eine Rotunde vorsah.
Erst 1848 fand ein Entwurf des hannoverschen Bauinspektors Eduard Ferdinand Schwarz den „entschiedenen Beifall“ der Gemeinde, der einen achteckigen Bau vorsah. Die von der Gemeinde vorgelegte Kalkulation ging von Baukosten in Höhe von 10.800 Reichstalern aus, wovon etwa 1300 Reichstaler durch Spenden finanziert werden sollten; 3500 Reichstaler hatte die Gemeinde bereits zusammengespart. Zahlreiche Bürger, darunter auch viele Gojim, spendeten für den Neubau, viele Christen gaben sogar demonstrativ. Eine Liste der Spender und ihrer Beiträge ist erhalten, die Baupläne sowie die früheren Entwürfe dagegen nicht. Nachdem auch der Magistrat die Pläne akzeptiert hatte, begannen wahrscheinlich im Juli desselben Jahres die Bauarbeiten.
Anfang November 1849 war die neue Synagoge fertiggestellt. Die Einweihung wurde am 8. November 1849 mit einem Festgottesdienst gefeiert, bei dem Landrabbiner Meyer Landsberg die Predigt hielt und über den die Lokalpresse ausführlich berichtete.

## Geschichte
1858 erließ Landrabbiner Landsberg eine Synagogenordnung für Hildesheim. In der Folgezeit wurden viele hier gehaltene Predigten gedruckt. 1881 konnte die Gemeinde das Erbpachtverhältnis ablösen, auch das Grundstück gehörte seitdem ihr selbst.

## Zerstörung
Im Zuge der Novemberpogrome wurde 1938 auch die Hildesheimer Synagoge zerstört. Danach war die Gemeinde 1940 gezwungen, das Grundstück an die Stadt zurückzuverkaufen.

### Brandstiftung durch den Hildesheimer SS-Sturm
Das Zerstörungswerk begann mit einer Brandstiftung durch den Hildesheimer SS-Sturm unter SS-Sturmbannführer Emil Frels.
Frels sollte während der von ihm geleiteten Gedenkfeier zur Erinnerung an den Hitlerputsch am Bismarckturm auf dem Galgenberg dringend die Dienststelle des SS-Abschnitts Hannover anrufen.  Die Feier begann gegen Mitternacht am 9. November 1938. Frels erfuhr dies vom Wirt der Gaststätte „Altdeutsches Haus“ an der Ecke Jacobi- und Osterstraße in der Nähe des Altstädter Marktplatzes, die Stammlokal des Hildesheimer Sturms war. Frels sah nach eigener Aussage den Wirt namens Francke während der Feier zwar gestikulieren, wartete aber das Ende der Feier ab, weil er sich vorher nicht habe entfernen dürfen. Nach Erhalt der Nachricht fuhr er mit seinem Adjutanten, dem Oberscharführer Zander, in den „Altdeutschen Hof“, um zu telefonieren; da die entsprechende Feier in München, die in Hildesheim per Hörfunk verfolgt wurde, gegen 1:00 Uhr am 10. November endete, lässt sich der Zeitpunkt dementsprechend einordnen. Bei diesem Telefonat fragte ihn der Führer des SS-Abschnitts, SS-Oberführer Kurt Benson, zunächst, ob in Hildesheim eine Synagoge existiere und befahl ihm dann ihre Zerstörung. Benson rügte den späten Anruf mit dem Hinweis, dass die Synagogen bereits im ganzen Reich brennen würden. Binnen einer Stunde sollte Frels Vollzug melden. Frels erwog anschließend mit Zander zunächst die Sprengung der Synagoge, beschloss dann aber die Zerstörung durch Feuer. Als der Sturmbann eintraf, blies Frels den eigentlich geplanten Kameradschaftsabend ab, schickte die auswärtigen Stürme nach Hause, befahl allein den Hildesheimer Sturm ins Lokal, verbot seinen Leuten das Verlassen desselben und postierte eine Wache vor der Tür. Anschließend delegierte er an Zander die Zusammenstellung eines Trupps aus zehn bis fünfzehn Mann, die Benzinkanister beschaffen und die Synagoge damit in Brand setzen sollten.
Diese Gruppe rückte daraufhin ab, Frels blieb mit dem Rest des Sturms zunächst noch in der Gaststätte und bestellte den Leiter der Städtischen Feuerwehr, Oberbrandmeister Marhauer, fernmündlich zu sich, setzte ihn in Kenntnis des Zerstörungsbefehls und instruierte ihn, dass die Feuerwehr sich mit dem Ausrücken Zeit lassen und bei der Brandbekämpfung darauf beschränken solle, ein Übergreifen des Feuers auf die angrenzenden, durch Funkenflug stark gefährdeten Fachwerkhäuser zu verhindern. Marhauer kehrte nach eigener Aussage danach unverzüglich zur Feuerwache zurück und gab Alarm, setzte jedoch erst dann einen Löschzug in Bewegung, als etwa eine halbe Stunde später die ihm von Frels angekündigte Brandmeldung einging, allerdings entgegen dessen Befehl ohne künstliche Verzögerung.
Über die Brandstiftung selbst gibt es unterschiedliche, sich jedoch nicht ausschließende Zeugenaussagen. Mehrere Zeugen sagten aus, dass SS-Leute die Gitter von den Fenstern der Synagoge abgerissen und Gegenstände ins Gebäude geworfen hätten, wonach Flammen aufloderten.
Ein anderer Zeuge gab an:

„Ich hörte noch späterhin durch den Synagogendiener Kosminski [!], der in der jüdischen Schule an der Synagoge wohnte, daß einige SS-Männer vor dem Brand zu ihm in die Wohnung kamen und den Schlüssel zur Synagoge abverlangten. Er selbst wollte noch in die Synagoge, aber man verhinderte dies, wie er mir erzählte, indem er in sein Haus gedrückt worden ist und von aussen wurde die Türe verschlossen.“

Eine Frau namens Ruth Bandel berichtete:

„SS-Männer haben meinen Vater mitten in der Nacht aus dem Bett geholt und ihm befohlen, die Synagoge aufzuschließen, aber vor der Tür zu warten. Nach einiger Zeit kamen die Männer zurück und der Vorbeter mußte die Synagoge abschließen. Kurze Zeit später stand das Gebäude in Flammen.“

Nachdem Zander ihm Ausführung gemeldet hatte, begab sich auch Frels mit dem Rest seiner Leute zum Tatort, von denen angeblich bisher niemand wusste, worum es ging. Bei ihrem Eintreffen brannte das Gotteshaus bereits im Inneren. Der SS-Sturm sperrte nunmehr sofort die Zufahrtswege, so dass auch die Feuerwehr nicht bis zur Synagoge vordringen konnte, ein Schutz der angrenzenden Häuser war ihr daher ebenfalls nicht möglich. Den Anwohnern befahl man, in ihren Häusern zu bleiben und Türen und Fenster geschlossen zu halten – dies bedeutete insbesondere für die Bewohner der nur wenige Meter von der Ostseite des brennenden Gotteshauses auf der anderen Straßenseite gelegenen Fachwerkhäuser Lebensgefahr. Die Feuerwehr wurde zudem auf der Wollenweberstraße von einem „Zivilisten“ – wahrscheinlich einem Gestapobeamten in Zivil – aufgehalten, der Oberbrandmeister Marhauer zufolge auf die von ihm gestellte Frage, was er da mache, zur Antwort gab, die Feuerwehr habe noch Zeit, was Marhauer jedoch missachtet haben will. Gegen 2 Uhr morgens stand das ganze Gebäude im Flammen.

### Endgültige Zerstörung
Wie eine am Morgen des 10. November 1938 aufgenommene private Fotografie von der Ostseite zeigt, standen die südöstlichen Mauern zu diesem Zeitpunkt noch. Auf einem später entstandenen Foto dagegen sind auch diese eingestürzt. Nach Aussage mehrerer Zeugen versuchte zunächst der Technische Notdienst, die Ruine zu sprengen, stellte die Versuche jedoch wegen Gefährdung der umliegenden Häuser ein. Schließlich drückten Angehörige des Technischen Notdienstes, unterstützt durch zwangsverpflichtete Strafgefangene aus dem nahegelegenen Godehardigefängnis, die Mauerreste mit langen Holzbalken von außen entgegen dem Uhrzeigersinn ein; dies wird durch weitere Fotografien belegt, die ein in der unmittelbaren Nachbarschaft wohnender SA-Mann machte. Weil Arbeitskräfte und Fahrzeuge fehlten, ließ man in Hildesheim anders als in anderen deutschen Städten die Trümmer sehr lange liegen. Erst die Hildesheimer Allgemeine Zeitung vom 14. Juni 1940 meldet unter der Überschrift Wieder Ordnung auf dem Lappenberg die vollständige Räumung der Brandstelle.

### Gerichtliche Aufarbeitung der Zerstörung
Die Zerstörung der Synagoge war Gegenstand eines Gerichtsverfahrens Ende der 1940er Jahre, bei dem allerdings nicht festgestellt werden konnte, wer zur Gruppe der eigentlichen Brandstifter unter Zanders Kommando gehörte und nach welchen Kriterien dieser seine Auswahl traf.

## Gedenken an die Synagoge

### Gedenkstein von 1948

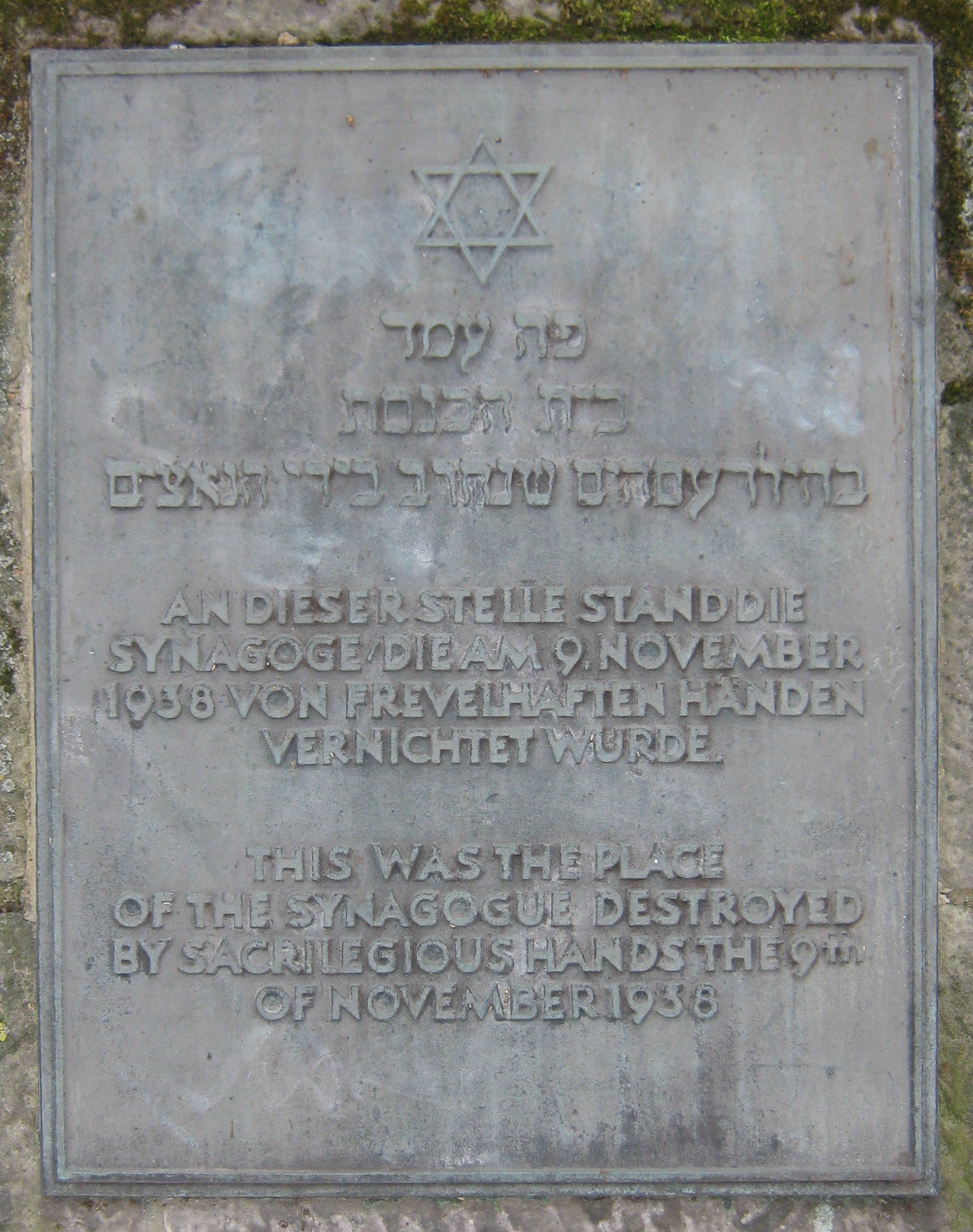
Die Inschrift am Gedenkstein von 1947

Bereits 1947 beschloss der Rat der Stadt Hildesheim die Aufstellung eines Gedenksteines und bewilligte dafür 3600 Reichsmark, lehnte jedoch den Antrag eines sozialdemokratischen Ratsherren ab, die Bevölkerung zu Spenden aufzurufen. Am 22. Februar 1948 erfolgte in Anwesenheit von Abgesandten von sieben neugegründeten jüdischen Gemeinden aus Norddeutschland und lokaler Kirchen- und Gewerkschaftsvertreter, aber unter geringer Beteiligung der Bevölkerung die Einweihung. Der Stein trägt in hebräischer, deutscher und englischer Sprache die Inschrift

„An dieser Stelle stand die Synagoge die am 9. November 1938 von frevelhaften Händen vernichtet wurde.“

Nach 1948 legten erst im November 1978 der Oberbürgermeister und der Oberstadtdirektor wieder einen Kranz dort nieder, wiederum stieß die Veranstaltung auf wenig Interesse der Bevölkerung.

### Entstehung des Synagogenmahnmals
Im Jahre 1984 fasste das Kuratorium der Friedrich-Weinhagen-Stiftung den Beschluss, für die Errichtung eines Mahnmals rechtzeitig zum fünfzigsten Jahrestag der Zerstörung der Synagoge zu sorgen. Der bestehende Gedenkstein an der Südspitze der Lappenberginsel sollte dabei erhalten bleiben. Im Sommer 1986 bat die Stiftung verschiedene Künstler unter Angabe eines Kostenlimits um Ideenskizzen, die auch von den zuvor entwickelten eigenen Vorstellungen der Stiftung abweichen durften. Ausgewählt wurde schließlich der Entwurf des Kölner Bildhauers Elmar Hillebrand. Auf dessen Vorschlag wurden die Verfasser der drei anderen Entwürfe – die Kölner Theo Heiermann und Jochem Pechau und der Limburger Karl Matthäus Winter – an der Umsetzung seines Gesamtentwurfes beteiligt, um das Werk bis zur geplanten Einweihung fertigstellen zu können, dabei wurden die Aufgaben im Losverfahren verteilt. Theologischer und historischer Berater war Pinchas Lapide. Den Platz um das eigentliche Mahnmal gestaltete der Hildesheimer Dieter Bösenberg.

### Beschreibung des Mahnmals

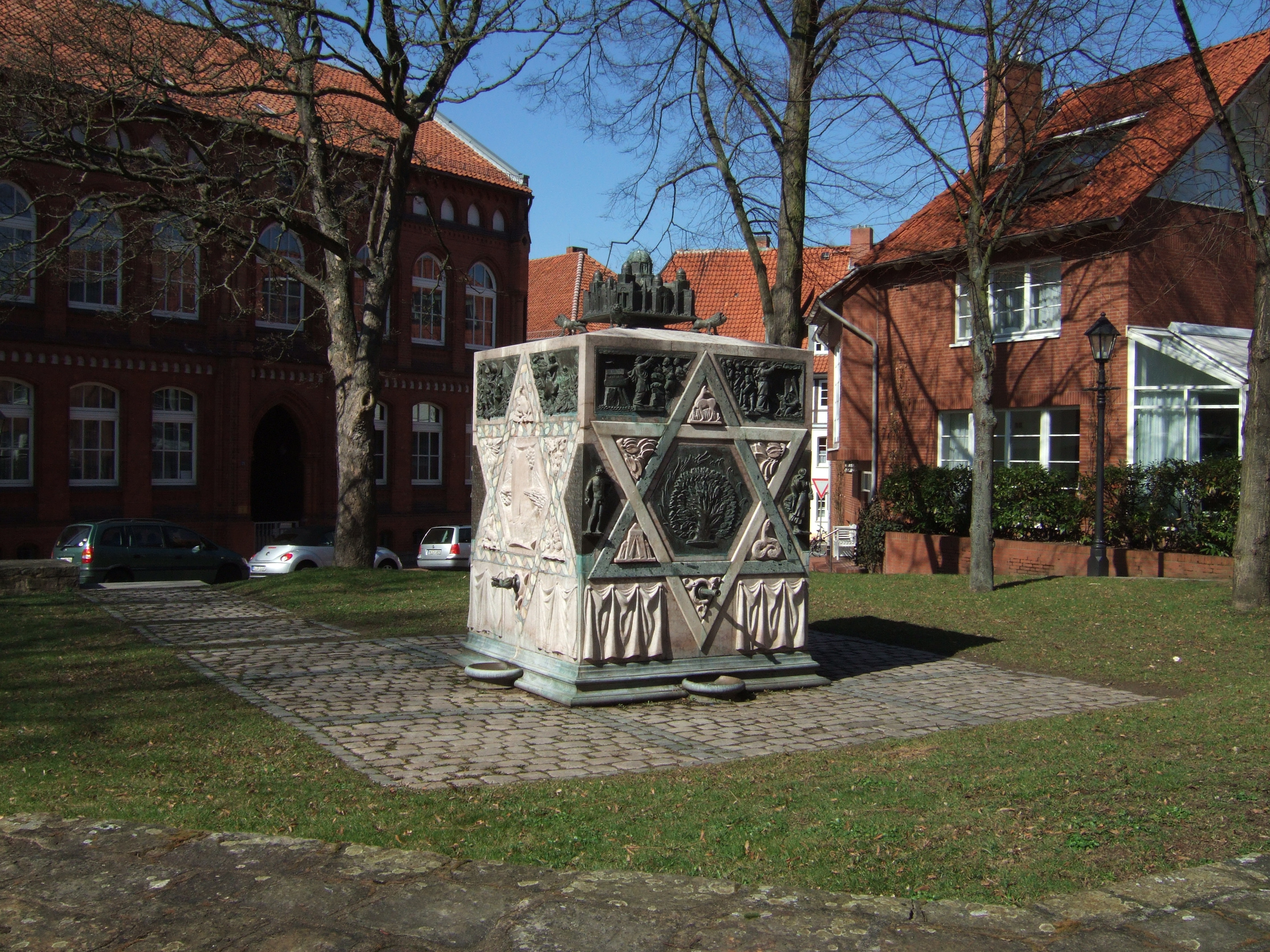
Synagogenmahnmal

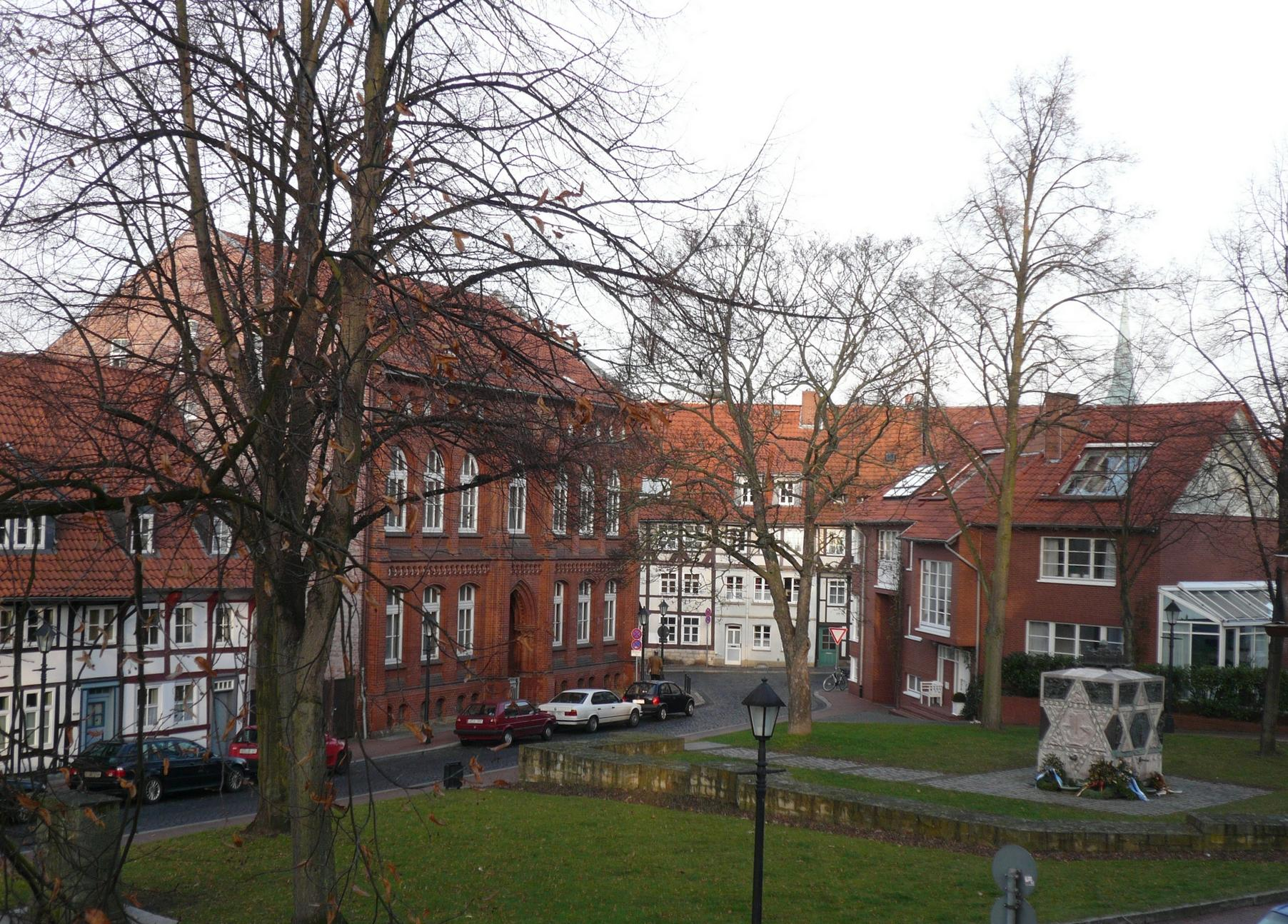
Die Südspitze der Lappenberginsel heute. Am linken unteren Bildrand der Gedenkstein von 1947

Das Mahnmal steht an der Stelle, an der sich der Mittelpunkt des achteckigen Hauptraumes befand. Die Grundform ist ein Quader aus Verona-Rot, einem dichten rötlichen Kalkstein aus der Nähe von Verona. Der Sockel ist aus Bronze. An den Seiten des Quaders sind jeweils Davidssterne eingelegt, der an der Westseite besteht ebenfalls aus Bronze, die übrigen aus verschiedenen Marmorarten. Jede Seite hat ein eigenes Thema. Die Ostseite befasst sich mit Erwählung, die Nordseite mit dem Kult, die Südseite mit dem Gesetz des jüdischen Volkes, die Westseite mit seiner Verfolgung und der Shoa. Auf jeder Seite ist ein Wasserspeier angebracht sowie ein Auffangbecken am Sockel. Auf dem Quader erhebt sich als Bronzeplastik eine Miniatur der Stadt Jerusalem, getragen von vier Löwen. Die Breite des Steins beträgt 2 m, seine Höhe bis zu 2,45 m. Der Sockel springt etwas vor, so dass seine Kantenlänge 2,40 beträgt. Die Plastik auf der Oberseite ist jeweils 75 cm hoch und breit. Die Gesamthöhe beträgt 3,48 m, das Gewicht insgesamt ca. 22 t.

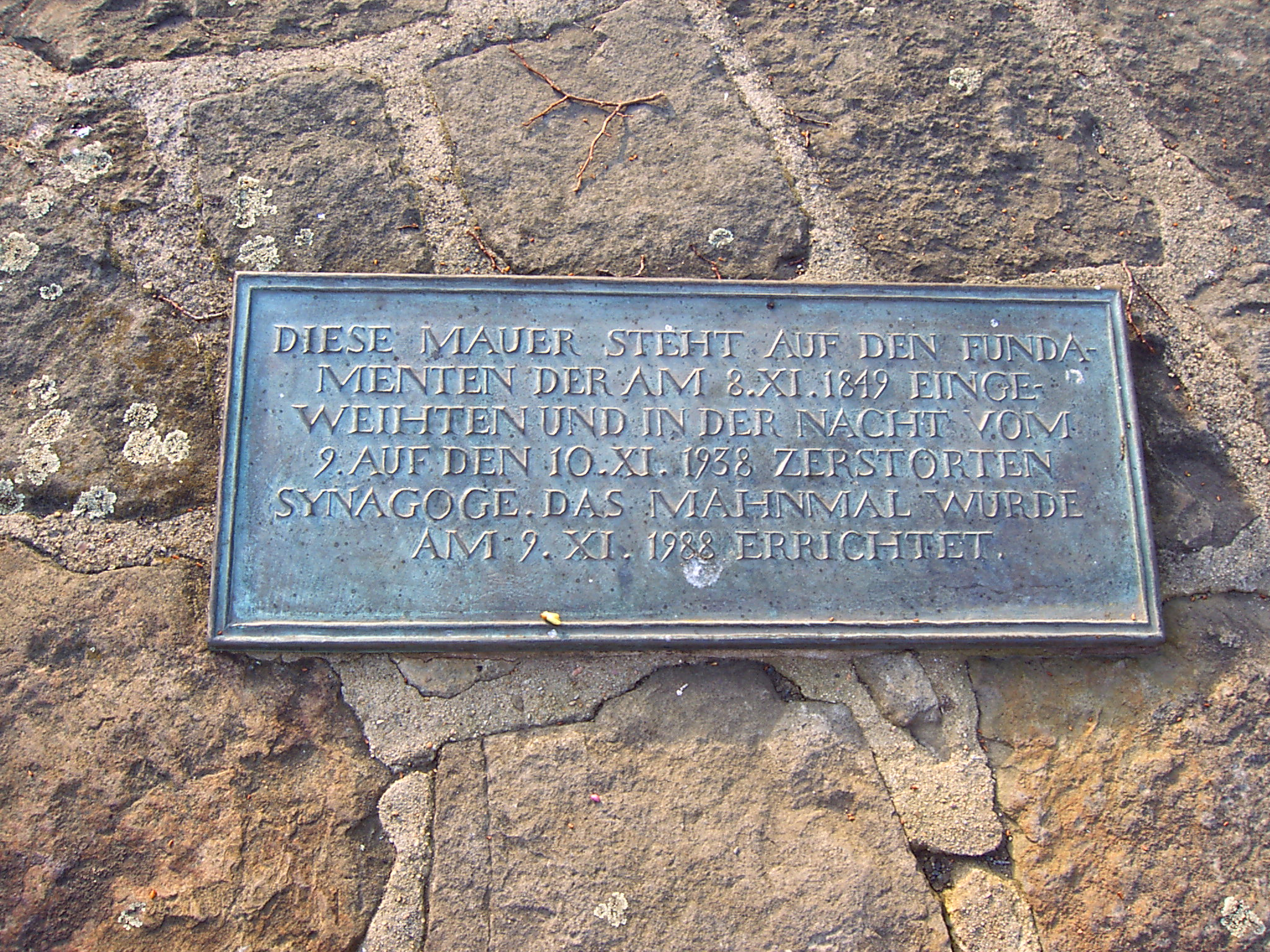
Hinweistafel auf der Umfassungsmauer

Die unmittelbare Umgebung des Quaders ist mit altem Kopfsteinpflastersteinen von Hildesheimer Straßen aus braunem und grauen Granit gepflastert, die restliche Südspitze der Lappenberginsel ist grasbewachsen. Man erreicht den Platz über eine Granittreppe an der Westseite, die an der Stelle errichtet wurde, an der sich die Treppe zum Eingang in die Vorhalle der Synagoge befand. Als Begrenzung wurde auf den 1988 freigelegten Fundamenten eine Natursteinmauer errichtet, die den Verlauf eines Teils der Außenmauer des Gotteshauses nachzeichnet.

### Schändung des Mahnmals
In der Nacht vom 8. auf den 9. November 2005 wurde das Mahnmal kurz vor der Gedenkfeier zur Erinnerung an die Novemberpogrome von Unbekannten mit roter Farbe überschüttet.